# Malbergtunnel
Der Malbergtunnel bei Bad Ems ist mit fast 1,6 km der längste Straßentunnel in Rheinland-Pfalz. Er entlastet als Umgehungsstraße Fachbach-Bad Ems die Innenstadt von Bad Ems. Der zweispurige Tunnel mit einer Fahrbahnbreite von jeweils 3,75 m wurde von 2000 bis 2006 erbaut und ist Teil der B 260. Die Einweihung erfolgte am 4. November 2006, die Verkehrsfreigabe einen Tag später.